# ريان تاونسند
ريان تاونسند (بالإنجليزية: Ryan Townsend)‏ هو لاعب كرة قدم أسترالي في مركز قلب الدفاع، ولد في 2 سبتمبر 1985 في مانشستر في المملكة المتحدة. شارك مع منتخب أستراليا تحت 20 سنة لكرة القدم. أما مع النوادي، فقد لعب مع نادي برث غلوري ونادي بيرنلي.

## وصلات خارجية
- ريان تاونسند على موقع قاعدة بيانات كرة القدم.إي يو (الإنجليزية)
- ريان تاونسند على موقع عالم كرة القدم.نت (الإنجليزية)